# たかなし霧香
たかなし 霧香（たかなし きりか、1978年3月14日 - ）は、日本の漫画家。女性。滋賀県出身。血液型はB型。
当初は霧香&聖娜名義でコンビ漫画家として活動していたが、現在は霧香単独で活動している。
絵柄は繊細だが、かなり意味不明かつ変態的なギャグを展開させる内容が多い。変態キャラを数多く登場させ、その中に常識人を放り込むという作風が特徴的である。また、登場人物が唐突に関西弁を話す事がある。一部では第二の柴田亜美とまで言われた。

## 作品リスト
- ハイパーレストラン全6巻 - （月刊少年ギャグ王連載 後に月刊ガンガンWINGに移籍 1997 - 2002）
- ワルサースルー全2巻 - （月刊少年ガンガン連載 1999 - 2001）
- ワンダフルワールド全4巻 - （月刊ガンガンWING連載 1997 - 2006）
- ロビング・スコンク大逆転!全1巻 - （月刊ガンガンWING連載 2007）